# Tour du Cameroun
Il Tour du Cameroun (it. Giro del Camerun) è una corsa a tappe maschile di ciclismo su strada che si svolge in Camerun ogni anno a giugno. Dal 2005 è entrato a far parte dell'UCI Africa Tour come evento di classe 2.2.
La prima edizione si tenne nel 1965 e fu vinta dal camerunese Joseph Kono; poi la corsa non fu più organizzata fino al 2003.

## Albo d'oro
Aggiornato all'edizione 2025.
| Anno      | Vincitore               | Secondo              | Terzo               |
| --------- | ----------------------- | -------------------- | ------------------- |
| 1965      | Joseph Kono             |                      |                     |
| 1966-2002 | non disputata           | non disputata        | non disputata       |
| 2003      | Ivan Terenine           |                      |                     |
| 2004      | Martinien Téga          | Andrei Minachkine    | Etienne Labrouche   |
| 2005      | Davide Silvestri        | Christian Eminger    | Emmanuel Genesseaux |
| 2006      | Pavel Nevdach           | Bakhtyar Mamyrov     | Ahmed Rashad        |
| 2007      | Flavien Chipault        | Frédéric Geminiani   | Isham Fadel         |
| 2008      | Joseph Sanda            | Martinien Téga       | Damien Tekou Foukou |
| 2009      | David Clarke            | Milan Barényi        | Damien Tekou Foukou |
| 2010      | Milan Barényi           | Vincent Graczyk      | Martinien Téga      |
| 2011      | Oumarou Minougou        | Martinien Téga       | Rasmané Ouedraogo   |
| 2012      | Yves Ngue Ngock         | Vincent Graczyk      | Issiaka Fofana      |
| 2013      | non disputata           | non disputata        | non disputata       |
| 2014      | Dan Craven              | Benjamin Stauder     | Patrick Kos         |
| 2015      | Clovis Kamzong          | Rasmané Ouedraogo    | Emile Bintunimana   |
| 2016      | Mohmed Amine Errafai    | Alexis Carlier       | Camera Hakuzimana   |
| 2017      | Nikodemus Holler        | Salah Eddine Mraouni | Adne van Engelen    |
| 2018      | Bonaventure Uwizeyimana | Martin Haring        | Martin Mahďar       |
| 2019      | Radoslav Konstantinov   | Isiaka Cissé         | Patrick Byukusenge  |
| 2020      | non disputata           | non disputata        | non disputata       |
| 2021      | Clovis Kamzong          | Yordan Andreev       | Nikolay Genov       |
| 2022      | Moise Mugisha           | Yordan Andreev       | Artuce Jodele Tella |
| 2023      | Mohcine El Kouraji      | Adil El Arbaoui      | Etienne Tuyizere    |
| 2024      | Clovis Kamzong          | Abdallah Benyoucef   | Ayoub Sahiri        |
| 2025      | Islam Mansouri          | Moucaila Rawende     | Campo Schmitz       |